# Ligue Savoisienne
La Ligue Savoisienne (Nederlands: De Savoyaanse Liga), was een separatistische beweging die in Frankrijk op een legale en vreedzame manier een onafhankelijke staat Savoye wilde (her)stichten. De beweging was onlosmakelijk verbonden met Patrice Abeille, die tussen 1995 en 2012 actief was als leider. De partij werd opgericht in 1995 en was aangesloten bij de Europese Vrije Alliantie. De beweging werd opgeschort in oktober 2012.

## Geschiedenis
De beweging was opgericht in 1995 met Jean-François Péronnier als eerste voorzitter (tot 1996). Savoye geldt als een voormalig land in Europa, dat na een omstreden volksraadpleging in 1860 werd geannexeerd door Frankrijk. De Ligue Savoisienne claimde de landstreek van Frankrijk, omdat het zich niet aan de voorwaarden houdt die beschreven staan in de clausules van het Verdrag van Turijn. De Ligue Savoisienne was ook actief als politieke partij en was aangesloten bij de Europese Vrije Alliantie. De beweging was onlosmakelijk verbonden met Patrice Abeille, die tussen 1996 en 2012 actief was als leider. Na de afsplitsing van diverse splintergroepen, werd de beweging opgeschort in oktober 2012.

## Publicaties
De LS gaf/geeft de volgde publicaties uit:
- Le Patriote Savoisien (1995-1997)
- L'Echo de Savoie (1997-2004)
- Le Savoisien (2005-2007)
- Savoie Nouvelle (2007-2012)

## Splintergroepen
- Confédération savoisienne (CSE), vanaf 2004
- Mouvement Citoyen de Savoie (MCSE), vanaf 2011
- Pour la Savoie (PLS), vanaf 2011